# Linda Välimäki
Linda Välimäki (Ylöjärvi, 31 maggio 1990) è una hockeista su ghiaccio finlandese.

## Palmarès

### Olimpiadi
- Bronzo a Vancouver 2010.

### Mondiali
- Bronzo a Svezia 2015.
- Bronzo a Stati Uniti 2017.